# Carex divulsa
Statut de conservation UICN

 LC  : Préoccupation mineure
 France 
Espèce
Carex divulsa, la Laîche grise ou Carex gris, est une espèce de plantes herbacées de la famille des Cypéracées.
Selon World Checklist of Selected Plant Families (WCSP) (27 mai 2012) : Carex divulsa Stokes (1787)

## Sous-espèces, variétés et formes
- Carex divulsa subsp. leersii (Kneuck.) W.Koch, Mitt. Bad. Landesvereins Naturk. Naturschuz, n.s., 11: 259 (1923).
- Carex divulsa subsp. chabertii (F.W.Schultz) Asch. & Graebn., Syn. Mitteleur. Fl. 2(2): 42 (1902).
- Carex divulsa subsp. coriogyne (Nelmes) Ö.Nilsson in P.H.Davis (ed.), Fl. Turkey 9: 97 (1985).
- Carex divulsa subsp. virens (Steud.) Nyman, Consp. Fl. Eur.: 781 (1882).
- Carex divulsa subsp. orsiniana (Ten.) K.Richt., Pl. Eur. 1: 149 (1890).
- Carex divulsa var. approximata Legrand, Fl. Anal. Berry, ed. 2: 337 (1894).
- Carex divulsa var. contigua (Hoppe) Nyman, Consp. Fl. Eur.: 781 (1882).
- Carex divulsa var. guestphalica (Rchb.) F.W.Schultz ex Asch. & Graebn., Syn. Mitteleur. Fl. 2(2): 42 (1902).
- Carex divulsa var. intermedia Lange, Haandb. Danske Fl., ed. 3: 678 (1864).
- Carex divulsa var. javanica Nelmes, Kew Bull. 5: 208 (1950).
- Carex divulsa var. congesta Gren., Fl. Jurass.: 835 (1869).
- Carex divulsa var. misera Kük. ex Vollm., Denkschr. Königl. Bot. Ges. Regensburg 8(2): 82 (1903).
- Carex divulsa var. pairae (F.W.Schultz) Nyman, Consp. Fl. Eur.: 781 (1882).
- Carex divulsa var. polycarpa Vollm., Denkschr. Königl. Bot. Ges. Regensburg 8(2): 81 (1903).
- Carex divulsa f. angustifolia (Podp.) Soó, Acta Bot. Acad. Sci. Hung. 16: 370 (1970 publ. 1971).